# 聖馬梅
聖馬梅（法語：Saint-Mammès，法語發音：[sɛ̃ mamɛ]）是法國塞纳-马恩省的一个市镇，属于枫丹白露区。

## 地理
聖馬梅（48°23'12"N, 2°48'51"E）面积2.24 平方千米，位于法国法蘭西島大區塞纳-马恩省，该省份为法国北部内陆省份，北起瓦兹省，西接埃松省、马恩河谷省、塞纳-圣但尼省和瓦兹河谷省，南至卢瓦雷省，东南接约讷省，东临马恩省和奥布省，东北接埃纳省。
与聖馬梅接壤的市镇（或旧市镇、城区）包括：塞纳河畔香槟、莫雷-卢万和奥尔瓦讷、塞纳河畔韦尔努拉塞勒、埃屈埃勒、卢万河畔莫雷、沃讷-莱萨布隆、奥尔瓦讷、莫雷-卢万和奥尔瓦讷。

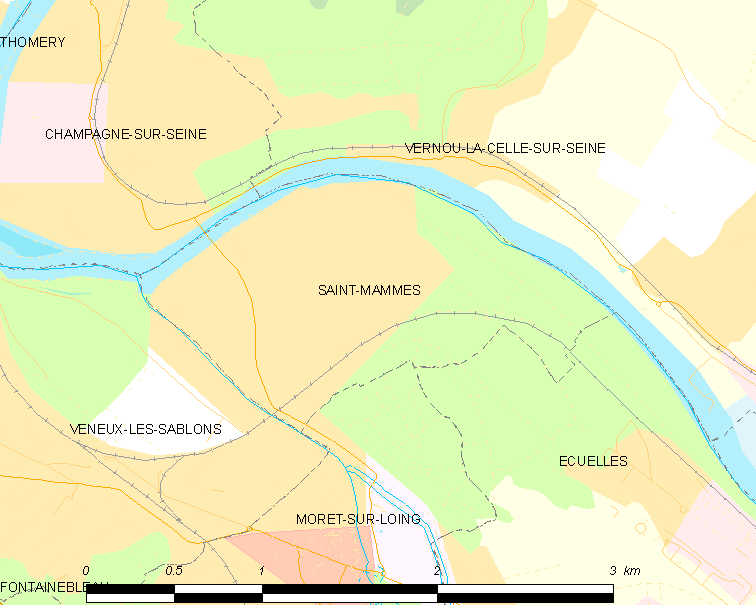
聖馬梅的OSM定位图

聖馬梅的时区为UTC+01:00、UTC+02:00（夏令时）。

## 行政
聖馬梅的邮政编码为77670，INSEE市镇编码为77419。

## 政治
聖馬梅所属的省级选区为蒙特罗福约讷县。

## 人口

1962-2008年间聖馬梅人口变化图示

聖馬梅于2022年1月1日时的人口数量为3232人。